# Herbert W. Duda
Herbert Wilhelm Duda (* 18. Januar 1900 in Linz; † 16. Februar 1975 in Wien) war ein österreichischer Iranist, Turkologe (Schwerpunkt Osmanistik) und Islamwissenschaftler (Schwerpunkt persische Sprache und Literatur).

## Leben
Duda machte sein Abitur am humanistischen Deutschen Staatsgymnasium Prag-Kleinseite. Als Teilnehmer am Ersten Weltkrieg hielt er sich im Osmanischen Reich auf. Nach dem Krieg studierte er ab 1919 Orientalistik an der Deutschen Karls-Universität Prag bei Max Grünert, in Wien bei Friedrich Kraelitz und in Leipzig bei Richard Hartmann und August Fischer. 1925 erfolgte die Promotion. Für ein Studienjahr hielt er sich in Paris auf, wo er mit Jean Deny Bekanntschaft machte. 1926 bekam Duda sein Diplom von der École Nationale des Langues Orientales Vivantes. Von 1927 bis 1932 hielt er sich in Istanbul auf, wo er zunächst als Lektor für türkische Presse und Theaterrezensent der Türkischen Post, später als Privatgelehrter tätig war. Außerdem wirkte er dort als Mitarbeiter der Zweigstelle des Archäologischen Instituts des Deutschen Reichs. Noch vor 1931 war Duda Mitglied der Deutschen Morgenländischen Gesellschaft geworden. 1932 habilitierte er sich in Leipzig und war dann dort als Privatdozent und (ab 1934) als Lektor für türkische Sprache und Kultur bis 1936 tätig.
1933 gehörte Duda zu den Unterzeichnern des Bekenntnisses der deutschen Professoren zu Adolf Hitler. Mitte der 1930er Jahre war Duda mit dem Forschungsprojekt Zur Geschichtsforschung der Rum-Seldschuken der Istanbuler Abteilung des Archäologischen Instituts des Deutschen Reichs beschäftigt. 1936 wurde er als Nachfolger von Friedrich Giese zum außerordentlichen Professor der Turkologie und Islamischen Philologie an die Universität Breslau berufen.
Wie alle deutschen Türkei-Experten der damaligen Zeit unterstützte auch Duda die nationalistischen Bestrebungen aserbaidschanischer Politiker. Den Zerfall des Vielvölkerstaates des Osmanischen Reichs und die nationalstaatliche Entwicklung zur Türkischen Republik betreffend, befand er, „daß der Mann am Bosporus zwar wegen der Hypertrophie auseinanderstrebender, andersvölkischer Bestandteile krankte, daß aber der eigentliche türkische Volkskörper gesund genug war, den Weg nationalen Erwachens zu finden.“ Von besonderer Bedeutung für die „nationale Selbstbestimmung der Türken“ sei „die Befreiung vom islamischen Kulturerbe“ gewesen, das „schwer auf der jungen, nach Europa blickenden türkischen Generation lastete“. Positiv bestimmte er autoritäre und totalitäre Züge des neuen kemalistischen Staates: „Mit Hilfe der Republikanischen Volkspartei, der nunmehr einzigen Partei in der Türkei, regiert Atatürk mit seinem Kabinett autoritär den Staat, wenn auch der Nationalversammlung bei der legislatorischen Tätigkeit eine besondere beratende Mithilfe zukommt. Diese Totalität des Staates ist nicht sofort eingetreten, sie ist vielmehr das Ergebnis angestrengter und geschickter Arbeit des genialen türkischen Staatspräsidenten und seiner nächsten Freunde, unter denen besonders der langjährige Ministerpräsident Ismet Inönü hervorragt.“
Von 1941 bis 1943 nahm Duda eine Gastprofessur in Sofia wahr. Darüber hinaus war er von 1941 bis 1944 Leiter des (vom Auswärtigen Amt 1940 eingerichteten) Deutschen Wissenschaftlichen Instituts (DWI) in Sofia, zunächst als Vizepräsident (1941–43), dann als Präsident (1943–44). Unter seiner Leitung des DWI Sofia dominierte dort die turkologische Forschung, insbesondere mit der, vom Reichsministerium für Wissenschaft, Erziehung und Volksbildung (REM) finanzierten und von der Bulgarischen und Österreichischen Akademie der Wissenschaften sowie der Universität Wien betreuten Herausgabe bulgarischer und osmanischer Dokumente zur Geschichte Bulgariens unter osmanischer Herrschaft in der Schriftenreihe Osmanica.
Als es Mitte 1942 um die Besetzung des Lehrstuhls für Turkologie in Wien ging (Dudas Konkurrent in dieser Sache war Herbert Jansky), hieß es von Seiten des Nationalsozialistischen Deutschen Dozentenbundes an die Partei-Kanzlei, dass Duda zwar kein Mitglied der NSDAP sei, er gehöre aber „angeschlossenen Verbänden der Partei an“. Er habe sich „als gebürtiger Österreicher immer grossdeutsch gefühlt“ und sich „loyal hinter das neue Deutschland“ gestellt, gelte aber als „etwas ‚gemütlich‘“ und „nicht gerade einsatzbereit“. Trotz dieser Einschätzung setzte sich das REM gegenüber den Parteistellen durch und gab Duda den Vorzug. Von 1943 bis zu seiner Emeritierung 1970 war er an der Universität Wien ordentlicher Professor für Turkologie, Islamwissenschaft und Persische Literaturgeschichte. Allerdings erschien Duda zunächst nicht in Wien, da er weiter mit der Leitung des DWI in Sofia betraut war. Duda floh schließlich aus Sofia nach Wien, wo er bulgarische Sympathisanten der Exilregierung von Aleksandar Zankow betreute.
1945 übernahm er die Leitung des Orientalischen Instituts vom belasteten Viktor Christian.
1948 wurde Duda korrespondierendes Mitglied der Österreichischen Akademie der Wissenschaften; im selben Jahr war er Herausgeber der Wiener Zeitschrift für die Kunde des Morgenlandes. Von 1949 bis 1970 war er Herausgeber und Chefredakteur der Österreichischen Hochschul-Zeitung. 1957 wurde er Mitglied der Türk Dil Kurumu. Er war Träger des österreichischen Ehrenkreuzes für Wissenschaft und Kunst I. Klasse und war Komtur des Kaiserlich-Iranischen Humayun-Ordens. Er ist in Klaffer am Hochficht begraben, unweit seines Land- und Alterssitzes in Pfaffetschlag.

## Schriften (Auswahl)
- Ferhād und Schīrīn: die literarische Geschichte eines persischen Sagenstoffes. Orientalni Ustav, Prag / P. Geuthner, Paris / Otto Harrassowitz, Berlin 1933.
- Vom Kalifat zur Republik. Die Türkei im 19. und 20. Jahrhundert. 1948.
- Katze und Maus. Obeid Zakani Aus dem Persischen. 1947.
- Die Seltschukengeschichte des Ibn Bibi. Kopenhagen 1959
- Die Protokollbücher des Kadiamtes Sofia. 1960.
- Meine Schriften 1919-1969. Wien 1970 (= Schriftenverzeichnis)